# Sauce romesco

La sauce romesco, ou romescu, est une sauce catalane, froide à base de tomates, de nyores (petits poivrons rouges séchés), d'amandes, d'ail et d'autres ingrédients.
On la sert lors de grillades ou de barbecues catalans et, à table, elle accompagne salades, légumes cuits (dont les calçots), viandes et poissons maigres.

## Étymologie
L'origine du mot catalan viendrait du mot mozarabe remescolar, qui signifie « mélanger ».